# Вилинский сельский совет
Вилинский сельский совет (укр. Вілінська сільська рада, крымскотат. Bürlük köy şurası, Бурьлюк кой шурасы) — административно-территориальная единица в Бахчисарайском районе в составе АР Крым Украины (фактически до 2014 года; ранее до 1991 года — в составе Крымской области УССР в СССР).
Время создания сельсовета пока точно не установлено (вероятно, это случилось в кампанию укрупнения 1962 года), известно, что на 1968 год он существовал, включая 6 сёл:

| - Береговое - Вилино - Песчаное | - Рассадное - Табачное - Угловое |

В 1971 году из состава совета было выведено село Табачное, по состоянию на 1974 год — Береговое и Угловое.
После 1977 года и к 2014 году в сельсовет входило 2 села:
- Вилино
- Рассадное.

С 2014 года на месте сельсовета находится Вилинское сельское поселение.